# 近藤一馬
近藤 一馬（こんどう かずま）は、日本の漫画家、イラストレーター。男性。妻は同じく漫画家の片岡人生。
代表作は、『交響詩篇エウレカセブン』（原作：BONES）、『デッドマン・ワンダーランド』（共に片岡人生との共作）。

## 受賞歴
- 角川新人賞奨励賞『月夜の誓い』
- 第11回エース新人漫画賞佳作受賞『9999』

## 作品リスト

### 漫画
- 月夜の誓い（角川書店、読切、角川新人賞奨励賞、未単行本化）
- 9999（角川書店、読切、角川新人賞佳作、『月刊少年エース』掲載、未単行本化）
- KRIEG（同人誌『喰 kuu』掲載、読切）
- 交響詩篇エウレカセブン（2005年 - 2007年、角川書店、『月刊少年エース』連載、原作：BONES・共作：片岡人生、全6巻）
- マジカル☆マイスター（同人誌『喰 kuu2』掲載、読切）
- デッドマン・ワンダーランド（2007年 - 2013年、角川書店、『月刊少年エース』連載、共作：片岡人生、全13巻）
- 神様☆パーマネント（角川書店、読切、『アルティマエース』掲載、共作：片岡人生）
- スモーキン’パレヱド（角川書店、『月刊少年エース』、共作：片岡人生、2015年10月号[1] - 2021年6月号、全10巻）
- レトロポリス・スクラッチ（講談社、『別冊少年マガジン』連載、共作：片岡人生、2022年8月号[2] - 2023年10月号[3]、全3巻）
- 比嘉姉妹（KADOKAWA、『カドコミ』連載、共作：近藤一馬、2024年5月24日 - 連載中）

### アンソロジー
- 東日本大震災チャリティー漫画本 PARTY! SORA[注 1][4]（2011年8月5日発売[5]、メディアパル、ISBN 978-4-89610-202-4）
  - デッドマン・ワンダーランド ギャラクシーデイズ SUMMER ver.[注 2][6]

### イラスト
- しゃべるいきもの（集英社、著：松原真琴） - 片岡人生との合作。
- Beurre・Noisette-世界一孤独なボクとキミ（集英社、著：藍上陸） - 片岡人生との合作。
- ガチパン!-オレの無謀なハードデイズ（角川書店、著：将吉） - 片岡人生との合作。
- 名もなき王のための遊戯（講談社、メフィスト掲載、著：三雲岳斗） - 片岡人生との合作。
- Xサバイヴ 都市伝説ゲーム（角川書店、著：上甲宣之、2009年） - 片岡人生との合作。
- Xサバイヴ2 都市伝説ゲーム（角川書店、著：上甲宣之、2009年） - 片岡人生との合作。
- 幻獣坐（講談社、著：三雲岳斗、2010年） - 片岡人生との合作。
- ブラッドラッド（第9話エンドカード、2013年） - 片岡人生との合作。
- ブックマートの金狼（KADOKAWA、著：杉井光、2016年） - 片岡人生との共作
- 角川まんが学習シリーズ「日本の歴史」12巻：明治維新と新政府 明治時代前期 - 監修：山本博文、カバー、表紙：片岡人生との合作。（2015年6月30日発売[7]、ISBN 978-4-04-101505-6）

### ゲーム
- サモンナイトX 〜Tears Crown〜（バンダイナムコゲームス、デザイン）